# Dokøen
Dokøen är en ö i Danmark.   Den ligger i Köpenhamn och Region Hovedstaden, i den östra delen av landet.